# Усть-Авам
Усть-Авам — посёлок в Таймырском Долгано-Ненецком районе Красноярского края России. Административно входит в состав городского поселения город Дудинка. Находится в 330 км от Дудинки.
Основан в 1937 году.
Население на 2017 год — 336 человек.

## История
Основан в 1937 году. В 1937 году здесь впервые были организованы нартенные красные чумы.
В годы Великой Отечественной войны устьавамцы сражались на фронтах. В селе собирали деньги, теплые вещи, сдавали рыбу и пушнину в государственные фонды.
В 1967 году Авамо-Нганасанский сельский Совет был переименован в Усть-Авамский сельский Совет, а местный колхоз имени Калинина влился в совхоз «Волочанский». В 1971 году на базе Усть-Авамского отделения совхоза «Волочанского» был образован госпромхоз «Таймырский» с центром в поселке Усть-Авам. Госпромхоз занимался переработкой сырья, полученного в результате отстрела диких северных оленей — мяса, шкур, рогов. Также изготовлялась чеканка из норильской меди, выделывалась замша, действовала мастерская, в которой работали местные мастерицы и закройщицы.

## Физико-географическая характеристика
Усть-Авам расположен в зоне тундры в пределах Северо-Сибирской низменности, на западных склонах возвышенности Малый Камень на правом высоком берегу реки Авам (левый приток Дудыпты). Противоположный берег реки заболочен. Расстояние до районного центра города Дудинка составляет свыше 300 км (по прямой).
Согласно классификации климатов Кёппена климат субарктический (индекс Dfc). Среднегодовая температура отрицательная и составляет −11,4 °С, средняя температура самого холодного месяца (января) −30,9 °С, самого жаркого месяца (июля) +11,5 °С. Многолетняя норма осадков составляет 347 мм, наибольшее количество осадков выпадает в период с июня по октябрь (норма августа — 49 мм). наименьшее в период с января по апрель (норма февраля — 15 мм)
Усть-Авам, как и весь Красноярский край, находится в часовой зоне МСК+4. Смещение применяемого времени относительно UTC составляет +7:00.

## Население
| 2010 | 2018 |
| ---- | ---- |
| 513  | ↘339 |

В 2017 году население составляло 336 человек, из них коренной национальности — 327 человек (долганы — 172, нганасаны — 154, ненцы — 1).

## Инфраструктура
В посёлке работают средняя общеобразовательная школа, детский сад, фельдшерско-акушерский пункт, сельский дом культуры, библиотека, магазины, пекарня, почтовое отделение. Водопровод и канализация в поселке есть только в школе. Энергоснабжение поселка обеспечивают 4 дизельные электростанции. В 2004 году в посёлке появилась спутниковая связь, мобильная связь (МТС) появилась только в 2020 году.
Сообщение с большой землёй обеспечивается малой авиацией (вертолёты МИ-8, небольшие самолёты), есть регулярные рейсы в соседнюю Волочанку. В 1968 году группа норильских туристов совершила лыжный поход 5-й категории сложности от Усть-Авама до Талнаха